# Parapercis australis
Parapercis australis är en fiskart som beskrevs av Randall 2003. Parapercis australis ingår i släktet Parapercis och familjen Pinguipedidae. Inga underarter finns listade i Catalogue of Life.